# 道路整備事業に係る国の財政上の特別措置に関する法律
道路整備事業に係る国の財政上の特別措置に関する法律（どうろせいびじぎょうにかかるくにのざいせいじょうのとくべつそちにかんするほうりつ、昭和33年3月31日法律第34号）は道路整備事業に対する国庫補助の特例等、特別措置に関する法律である。

## 概要
従来は揮発油税、石油ガス税を道路特定財源とする、地方道路整備臨時交付金なども規定されていたが、道路特定財源の廃止により削除された。
太平洋戦争直後で敗戦国となった日本では、道路を迅速に整備する必要性があり、財源の確保が問題となった。1953年に田中角栄議員らの議員立法により、「道路整備費の財源等に関する臨時措置法」が成立し、揮発油税が道路特定財源となった。同法は、1958年に「道路整備緊急措置法」に継承され、更に「道路整備緊急措置法」は2003年に「道路整備費の財源等の特例に関する法律」に、2008年に現在の「道路整備事業に係る国の財政上の特別措置に関する法律」に改題された。
2008年にはガソリン国会に絡んで、3月に衆議院で道路整備費の財源等の特例に関する法律の一部を改正する法律が可決されるも、野党の吊るし戦術によって4月に適用期間が終了。参議院審議において「国土交通省の所管に属する事項」を審議する国土交通委員会（旧建設委員会）ではなく、「財務省の所管に属する事項と金融庁の所管に属する事項」を審議する財政金融委員会に付託された。法案の委員会付託の際には与野党の全会一致が慣例だが、投票で決着となった。法案の委員会付託が投票で決まったのは、1988年の消費税関連法案以来20年ぶり。道路整備事業特別措置法案には国土交通省に関する条文だけで財務省や金融庁に関する条文がないにもかかわらず、財政金融委員会に付託したのは参議院規則第29条及び第54条に反すると指摘された。民主党が道路整備事業特別措置法案を国土交通委員会ではなく財政金融委員会に付託したのは、自民党委員長である国土交通委員会ではなく民主党委員長である財政金融委員会で審議したかったためと指摘され、民主党の党利党略と与党から批判された。後に国土交通委員会と財政金融委員会による連合審査会で実質的審議に入った（連合審査会の会議主宰は財政金融委員長と国土交通委員長が交代して務めた）。
5月に参議院で否決された。それを受け、衆議院で再可決をし成立。適用期間の空白は約1ヶ月となった。
2009年4月30日に「道路整備事業に係る国の財政上の特別措置に関する法律の一部を改正する法律」が成立したことにより道路特定財源が2008年度限りで廃止され、一般財源化されたことに伴い、道路整備事業に係る国の財政上の特別措置に関する法律から財源に関する規定が削除された。

## 地方道路交付金事業
従前の「緊急地方道路整備事業」から名称が改められたもので、一定の地域において、地域の課題に対応し、複数一体となって行われる都道府県道事業及び市町村道事業に対して、道路整備費の財源等の特例に関する法律に基づいて地方道路整備臨時交付金を交付することにより、地方の創意工夫を生かした個性的な地域づくりを推進することを目的とし、昭和60年度に創設された制度。
2008年度からは、個別（要素）事業内容の事前審査であったものをパッケージ（対象事業）の目標達成度に対する事後評価へ転換するとともに、個別事業への配分を地方の自由裁量に委ねる制度改革を行い、地方にとってより使い勝手がよく、かつ高い成果をあげられる制度に改善した。
2010年に社会資本整備総合交付金が、国土交通省所管の地方公共団体向け個別補助金を一つの交付金に原則一括し、地方公共団体にとって自由度が高く、創意工夫を生かせる総合的な交付金として創設されたことに伴い、地方道路交付金事業は廃止された。

## 高速道路利便増進事業
2008年（平成20年）の改正において盛り込まれた。日本高速道路保有・債務返済機構（高速道路機構）の債務の一部を国の一般会計に承継することにより、高速道路料金の引下げとスマートインターチェンジの整備を行うものである。債務が減少した高速道路機構は高速道路会社への貸付料を減額し、余裕のできた高速道路会社が割引等を実施する。同年度末までに総額約3兆円の債務が一般会計に承継された（ただし、2011年5月に制定された「東日本大震災に対処するために必要な財源の確保を図るための特別措置に関する法律」により、同年度末までに高速道路機構が国庫へ5000億円を納付したため、本事業に充てられるのは残り2.5兆円となる）。
料金引下げについては、そのほとんどがETC車限定の割引として実施されている。
2010年4月には、使途を道路整備にも拡大するための改正案が発表されたが、料金割引が縮小されることから激しい反発を受け、廃案になった。
計画の内容は、高速道路機構のWebサイトで公開されている。
- 外部リンク：高速道路利便増進事業の概要